# Recorder and Randsell
«Флейта і ранець» (англ. Recorder and Randsell, яп. (リコーダーとランドセル) — серія йонкома манґи написана Меме Хіґашія. Сюжет у даному творі доволі простий. Нам показують життя рідних брата та сестри; Ацуші — звичайний школяр, проте, його зовнішній вигляд нагадує дорослого, та Ацумі — старшокласниця, яка виглядає як маленька дівчинка. У 2012 році Манґа була екранізована студією Seven, і вже 5 січня 2012 року був показаний перший епізод.

## Персонажі
Ацуші Міяґава (яп. 宮川 あつし)
Сейю — Рьотаро Окіаю: Звичайний п'ятикласник, але зовнішній вигляд якого відповідає дорослому чоловіку. Але незважаючи на свій вигляд, він все ще підліток і природа бере своє. Через свій зовнішній вигляд він часто потрапляє у різноманітні курйози, зокрема з поліцією. А особливо, він бродить навколо своєї однокласниці Хіно, у яку він закоханий.
Ацумі Міяґава (яп. 宮川 あつみ)
Сейю — Ріе Куґімія: Старша сестра Ацуші, вона теж ходить у школу, але коротунка і має вигляд маленької дівчинки. Вона відповідальна, але сильно залежить від росту Ацуші.
Сайо (яп. (沙夜)
Сейю — Ая Хірано: Однокласниця Ацумі, яка закохана у Ацуші.
Футамі Моріяма (яп. (盛山 ふたみ)
Сейю — Томое Таміясу: Учителька Асуші з початкової школи.
Хіна-чян (яп. (ヒナちゃん)
Сейю — ТАя Учіда: Однокласниця Ацуші а також його добра подруга. Закохана в Ацуші.

## Список серій
Епізоди 1–13 це перший сезон, він позначений як «Do». Епізод 14-26 це другий сезон, позначений як «Re».
| № | Назва                                                                  | Дата показу |
| --- | ---------------------------------------------------------------------- | ----------- |
| 1 | Ацуші та Ацумі «Ацуші то Ацумі» (あつしとあつみ)                       | 05.01.2012  |
| Ацуші готується до іспиту із гри на флейті. Проте з ним стається курйозна ситуація коли він намагається поговорити із своєю однокласницею.    |                                                                        |             |
| 2 | Ацумі і повсякденне життя «Ацумі то нічіō» (あつみと日常)              | 12.01.2012  |
| Ацумі бере Ацуші із собою по магазинам. |                                                                        |             |
| 3 | Сайо та Ацумі «Саьо то Ацумі» (沙夜とあつみ)                           | 19.01.2012  |
| Сайо та Ацумі обговорюють хлопців які їм подобаються.                                                                                         |                                                                        |             |
| 4 | Ацуші і початкова школа «Ацуші то шьооґаккоо» (あつしと小学校)         | 26.01.2012  |
| У шкільної вчительки Ацуші - Футами Моріями виникають проблеми, пов'язані з Ацуші. Пізніше він разом із Хіною знову натикається на учителюку. |                                                                        |             |
| 5 | Ацуші і Сецубун «Ацуші то Сецубун» (あつしと節分)                      | 01.02.2012  |
| Під час фестивалю Сецубун Ацуші одягає костюм Оні, і тим самим лякає однокласників.                                                           |                                                                        |             |
| 6 | Ацуші і шоколад «Ацуші то чоко» (あつしとチョコ)                       | 08.02.2012  |
| У день святого Валентина Ацуші отримує дуже багато шоколаду від інших дівчат.                                                                 |                                                                        |             |
| 7 | Фільми і непорозуміння «Ейґа то канчіґай» (映画と勘違い)               | 15.02.2012  |
| Сайо йде в кіно з Ацумі і Ацуші, не підозрюючи, що Ацуші молодший брат Ацумі, а не старший.                                                   |                                                                        |             |
| 8 | Ацуші і ляльковий фестиваль «Ацуші то хінамацурі» (あつしとひなまつり) | 22.02.2012  |
| Ацуші запрошують до Хіни на Хіна-мацурі, але врешті-решт батьки Хіни просто не відкривають йому двері.                                        |                                                                        |             |
| 09 | Великий брат Таке та робота «Таке-ніі то шьуушьоку» (タケ兄と就職)     | 29.2.2012   |
| Сусід Ацуші та Ацумі, Таке повертається додому, після розриву з дівчиною і звільнення.                                                        |                                                                        |             |
| 10 | Ацуші і Білий День «Ацуші то ховайто дее» (あつしとホワイトデー)       | 07.03.2012  |
| Ацуші допомагає Ацумі приготувати кілька подарунків для свята Білого Дня.                                                                     |                                                                        |             |
| 11 | Ацуші і бібліотеки «Ацуші то тошьокан» (あつしと図書館)                | 14.03.2012  |
| Ацуші збирається зробити свою домашню роботу в бібліотеці, де зустрічається з Сайо.                                                           |                                                                        |             |
| 12 | Ацуші і непорозуміння «Ацуші то ґокай» (あつしと誤解)                  | 21.03.2012  |
| У Ацуші через деякі непорозуміння знову проблеми з поліцією.                                                                                  |                                                                        |             |
| 13 | Квіти і родичі «Ханамі то кйоодай» (花見と姉弟)                        | 28.03.2012  |
| В той час, як люди збираються на свято квітів, Ацуші та Ацумі укладають угоду з п'яною Футамі.                                                |                                                                        |             |